# 川嶋あい
川嶋 あい（かわしま あい、1986年2月21日 - ）は、日本の女性シンガーソングライター。本名、川島 愛（読み同じ）。
福岡県福岡市早良区出身。つばさエンタテインメントグループのダブルウィング所属。
歌手になることを目指して2002年から始めた路上ライブは2005年に1,000回に達し、「路上の天使」と呼ばれた。2003年にI WiSHのボーカルとしてデビューし「明日への扉」がヒット。ソロでの代表曲は「見えない翼」「My Love」など。透明感のある声は「天使の歌声」と称される。阪神・淡路大震災の被災地での無料ライブや発展途上国での学校建設支援など社会貢献活動にも取り組んでいる。

## 略歴
- 1986年2月 - 実父が行方不明という状態で生まれたが、実母が出産後体調を崩し、生まれてすぐ乳児院にて育つ。その後児童養護施設に行くも実母の体調は回復せず、3歳の時に死別。同年、里親を経て養子として引き取られる[7][8]。なお、母親は8月20日に亡くなっており、後述の通り2003年から2023年までの20年間この日を毎年のライブに充てていた[注 1][9][10]。
  - 極度の人見知りであったため、その改善のためにと音楽教室に通い、その後は演歌歌手を志していた。北島三郎、鳥羽一郎、山川豊など、演歌歌手の公演の前座を務めたこともあった。
- 10歳の頃、ニューヨークのカーネギー・ホールの舞台に立つ。
- 1999年5月 - 中学2年生の時、『十六恋ごころ / あなたに片想い』で演歌歌手としてデビューするが全く売れず、数ヶ月後に断念した（なお、作曲も担当した）。
- 2001年4月 - 沖学園高等学校在学中に上京して堀越高等学校に入学。しかし、その後クラーク記念国際高等学校へ転校（2004年3月に卒業）。
- 2002年2月19日 - 路上ライブを東京・四谷で開始。その後渋谷に拠点を移す。そこで出会った学生がスタッフを買ってでるなど、支援の輪が広がっていった[11][12]。
- 2002年6月 - キーボード弾き語りスタイルで路上ライブを本格的に開始。3つの目標を15歳で掲げた[13]。
  - 自主制作CD手売り5,000枚
  - 路上ライブ1,000回
  - 渋谷公会堂でのワンマン・ライブ
- 2003年5月 - 路上でのCD手売り5,000枚の目標を達成。
- 2003年8月20日 - 念願の渋谷公会堂でのライブを実現する。このライブにおいてI WiSHのボーカル aiであると告白。
- 2004年12月 - 沖縄でのファンツアーで、後に目標に掲げた「47都道府県ライブ」を達成。
- 2005年3月24日 - ソロ活動に専念するためにI WiSHを解散。
- 2005年3月30日 - 3年かけて路上ライブ1,000回を達成[14]。このライブは、「阪神大震災写真展」と絡めて自身のゆかりの地渋谷駅ハチ公前で行い[15]、当日は1000人以上の人出を記録した。その後も路上ライブを一度だけ行っているが、これを最後に路上ライブを終了。[要出典]
- 2005年4月6日 - シングル「絶望と希望」を発売。オリコンチャート9位と自己ベストを更新。
- 2005年5月18日 - 初のフルアルバム「12個の歌」を発売。オリコンチャート5位を達成。
- 2006年1月15日 - 阪神・淡路大震災から11年を前に神戸市長田区にある大正筋商店街でライブを行った。また、ライブの前にあしなが育英会が運営する震災遺児支援施設「レインボーハウス」を訪問し、自らのCD50枚を贈った。
- 2006年3月 - 阪神・淡路大震災で被害にあった中学校の卒業式でライブを行う。抽選には約1200通の応募があった。
- 2006年8月26日 - 日本テレビのチャリティ番組『24時間テレビ』の名古屋会場に、事務所の後輩Miのミニライブの後、サプライズゲストとして登場した。
- 2006年10月16日 - 2007年2月14日発売の新曲「My Love」が、フジテレビのバラエティー番組「あいのり」の主題歌に決定。
- 2006年10月24日 - シーナ&ザ・ロケッツの鮎川誠、globeのKEIKO、ROLLY、元JUDY AND MARYのベーシスト・恩田快人、韓国出身のシンガーSE7EN、元BOØWYのドラマー・高橋まこと、山田タマルとともにTHE AURIS (SUPER) BANDに参加、「MY WAY」がTOYOTAの新型車AURIS（オーリス）のCMソングとして起用される。
- 2007年2月14日 - 11thシングル「My Love」が週間オリコンチャート初登場5位を記録（インディーズ女性ソロ最高位）。2007年オリコン年間インディーズシングルランキング2位。
- 2008年6月4日 - デビュー5周年記念のベストアルバム『SINGLE BEST』『COUPLING BEST』の2作品を同時発売。
- 2008年12月23日 - 2ヶ月間、ニューヨークに語学留学[16]。
- 2009年4月4日 - アメリカ合衆国ワシントンD.C.で行われた「全米桜祭り」に、最終日のメイン歌手として出演。ニューヨークに語学留学していた際に、アメリカ国務省関係者が出演を依頼した[16]。
- 2009年5月2日 - ニューヨークのブルックリン植物園で行われた音楽祭「桜祭り2009」に出演[17]。
- 2009年5月31日 - ニューヨークのセントラル・パークにて行われた「Japan Day」へ出演。このイベントのテーマ・ソングも川嶋の楽曲「大丈夫だよ」であり、イベント告知の期間中はニュー・ヨークのテレビ・メディアにて頻繁にオン・エアーされた。また、この訪米中に、発展途上国に学校を建設する活動について、タイムズ・スクエアにあるロイター通信社にてインタビューを受けた[18][19]。
- 2010年7月7日 - 初の絵本つきCD「そらいろ〜Simple Treasure〜」を発売予定。2008年のニューヨーク留学中に知り合ったタヒチ80やCHARAなどのプロデューサーであるアンディ・チェイスと意気投合、彼女の世界各国への小学校建設など社会貢献活動に感銘を受け、同年8月に発売されていた「カケラ」をリメイク、ニューヨークにおいて世界共通語である英語でのレコーディングを行なった曲である。
- 2010年8月20日 - 毎年恒例の母親の命日に合わせたライブを東京国際フォーラムAホールにて開催[20]。同会場は初めてで、今までで最大規模[21]。
- 2010年10月 - イオン・ユニセフ セーフウォーターキャンペーンの開始に伴い、イオン1%クラブキャンペーン大使に任命される。
- 2010年12月15日 - アメリカのジャズ、フュージョン界を代表する大物ピアニスト、ジョー・サンプルがプロデュースした曲「I Remember」を発売。レコーディングは4月にロサンゼルスで行われた[20]。
- 2012年8月20日 - 10回記念となる8月20日のコンサートを渋谷公会堂にて開催し、「初心の気持ちで歌う」という思いを込めて10年前と同じセットリストを使用した[22]。約2,000人の観客を前に、「見えない翼」「My Love」などのヒット曲のほか、新曲「ジャングル」を披露した[23]。
- 2020年7月1日 - 新型コロナウイルス感染症蔓延の影響により、毎年8月20日に開催のコンサートが初の延期となる[24]。また、同時期に開催のツアー2020「針の穴」も夏頃から秋冬ヘ延期となった。
- 2020年10月1日 - 前述の理由により延期となっていた8月20日コンサートを含む、ツアー2020「針の穴」が全日程中止となる。ツアーおよび8月20日コンサートが開催公表後に全面中止となるのは今回が初となった[25]。
- 2022年5月に声帯の手術を受け、術後も声帯の不調が続いているとし、デビュー直前に亡くなった養母の命日である8月20日に毎年開催してきた恒例のライブを2023年の公演で最後とすることを発表[26]。

## 人物
- 血液型AB型。

- 前述の通り、I WiSHのボーカルaiと同一人物である。自身にとって、I WiSHは最大のライバルであり目標である[28]という。
- 実父は出生前に行方不明、実母は3歳の時に亡くした。児童養護施設和白青松園（先輩に元プロボクサーの坂本博之がいる）を経て、建設会社を経営していた川島家に養女として引き取られた。その後10歳で養父を、16歳で養母を亡くしている。養母の命日である8月20日には2023年までの毎年この日にメモリアルコンサートを実施していた。なお、2020年の開催は略歴の通り新型コロナウイルス感染症蔓延の影響により延期した後、初の中止となった。2022年は川嶋本人が声帯の手術を受けたことにより中止となっている。
- 本人によれば、高校は皆勤賞だった（フジテレビの音楽番組『HEY!HEY!HEY!』より）が、それはあまり仕事がないことも意味しており、コンプレックスでもあったという。堀越時代は山下智久、上戸彩、酒井彩名、小池徹平、城田優、同県出身の蒼井優などと同級生だった。
- 「ワンピース」の大ファンであり、2007年公開された「劇場版ワンピース エピソードオブアラバスタ 砂漠の王女と海賊たち」の主題歌を担当、更にキャラクターの一人として声優にも挑戦した。また、「クッキングパパ」、「こちら葛飾区亀有公園前派出所」にもはまっており、両津勘吉宛てに手紙を書いたこともある[29]。
- 尊敬するアーティストは尾崎豊である。
- マラソンを趣味にしている。それが高じて2012年11月25日の第2回神戸マラソンにフレンドシップランナーとしてフルマラソンに初挑戦。4時間10分という好記録で完走を果たした。
- 2015年、「福岡マラソン2015」に出場し、4時間5分で完走して、自己ベストタイムを更新した[30]。
- 学生時代に路上ライブを手伝っていた学生スタッフが現在のつばさプラス代表取締役・福原慶匡（元マネージャー）。
- 奥華子とは呑み友達。豊富な路上ライブ経験や、無料ライブを開催することが多いなど、共通点があることから仲良くなったとされる。

### 社会貢献活動
- テレビで見たアフリカの貧困状況に胸を痛め、私財を投じ2005年にエチオピアに児童養護施設[31]、さらに2006年に西アフリカのブルキナファソ[32]、2008年にはカンボジアの学校建設を支援[3]。エチオピアの児童養護施設に関して、川嶋自身が幼少期、母親を亡くし一時期、施設で過ごしたことがあり「同じ境遇の子に何かしてやりたい」との強い思いがあったという[3]。現在もチャリティー活動などを通し、発展途上国への学校建設に力を注いでおり[3]、目標は100校建設することであるという[18]。
- これらの行動に対しては、「賛否両論必ず付いてくるけど、それで何もしないのは、駄目だと思う」[6]「売名だと思われてもいい」「偽善だと思われてもいい」「何と思われようが、そこでひとりでもはげみに思ってくれる人がいればいい」などと述べた[33]。
- 川嶋あい本人とスタッフにより「国際協力NGO アイ ラブ ワゴン」が設立・運営されている。これまでに、西アフリカのブルキナファソにサヤ小学校、カンボジアのバッタンバンにチュランクポー小学校、また2009年5月には西アフリカのリベリア、12月には東ティモールのドゥクライ村にレブドゥ小学校が開校、バングラデシュのバトパラCDC小学校へ新校舎とトイレ、井戸、校庭の遊具を建設。今後もカンボジア、中央アジアや中東へ学校を建設予定している。
- 第3回高校生メディアコンテンツグランプリにイメージソング提供などで参加[34]。川嶋あい及びアイラブワゴンの活動に共感した同コンテスト運営団体に協力。同コンテスト第3回応募テーマは「学校がくれたもの」となっており、応募作品の一部がアイラブワゴンの協力を受け、途上国へ送られる予定。これらは、途上国の子供たちに学校のすばらしさを伝えたいという趣旨である。
- 東日本大震災が発生した2011年3月11日夜、大津波から高台の神社にからくも逃れた宮城県南三陸町戸倉小学校の6年生20人余は、卒業式で歌うはずだった「旅立ちの日に…」を歌い、お互いを励ましながら不安な一晩を過ごした[35]。新聞記事で児童たちのことを知った川嶋は「何か力になりたい」と休みを利用して卒業生らが避難生活を送る避難所を訪れ、ともに「旅立ちの日に…」を歌い、卒業記念品を贈った[36]。さらに、8月21日、約5ヶ月延期になっていた戸倉小学校の卒業式に出席し、「旅立ちの日に…」を卒業生23人と共に自身のピアノの弾き語りで合唱した[37]。

## 作品

### シングル
| 枚   | 発売日         | タイトル                                       | 規格品番                                                          |
| ---- | -------------- | ---------------------------------------------- | ----------------------------------------------------------------- |
| 1st  | 2003年8月21日  | 天使たちのメロディー/旅立ちの朝                | AK-0007                                                           |
| 2nd  | 2004年2月18日  | 12個の季節〜4度目の春〜                        | AK-0008                                                           |
| 3rd  | 2004年6月2日   | 525ページ                                      | TRAK-0009（先行盤） TRAK-0010（通常盤）                           |
| 4th  | 2004年8月4日   | マーメイド                                     | TRAK-0011（初回盤） TRAK-0012（通常盤）                           |
| 5th  | 2004年11月17日 | 「さよなら」「ありがとう」〜たった一つの場所〜 | TRAK-0014                                                         |
| 6th  | 2005年4月6日   | 絶望と希望                                     | TRAK-0017                                                         |
| 7th  | 2005年8月24日  | 「…ありがとう...」                             | TRAK-0022                                                         |
| 8th  | 2006年2月1日   | Dear/旅立ちの日に…                             | TRAK-0025/6（初回盤A） TRAK-0027/8（初回盤B） TRAK-0029（通常盤） |
| 9th  | 2006年4月19日  | 見えない翼                                     | TRAK-0030/1（初回盤） TRAK-0032（通常盤）                         |
| 10th | 2006年10月11日 | 大切な約束/もう1つの約束                       | TRAK-0044/5（初回盤） TRAK-0046（通常盤）                         |
| 11th | 2007年2月14日  | My Love                                        | TRAK-0049（初回盤A） TRAK-0050/1（初回盤B） TRAK-0052（通常盤）   |
| 12th | 2007年3月14日  | compass                                        | TRAK-0062/3（初回盤） TRAK-0055（通常盤）                         |
| 13th | 2007年5月30日  | 君に・・・・・                                 | TRAK-0064/5（初回盤） TRAK-0066（通常盤）                         |
| 14th | 2007年10月3日  | 幸せですか/スーツケース                        | TRAK-0073/4（初回盤） TRAK-0075（通常盤）                         |
| 15th | 2007年12月12日 | ドアクロール                                   | TRAK-0076/7（初回盤） TRAK-0078（通常盤）                         |
| 16th | 2008年8月20日  | カケラ/Flag                                    | TRAK-0087/8（初回盤） TRAK-0089（通常盤）                         |
| 17th | 2009年4月8日   | 大丈夫だよ                                     | TRAK-0095/6（初回盤） TRAK-0097（通常盤）                         |
| 18th | 2009年12月16日 | 大好きだよ                                     | TRAK-0101/2（初回盤） TRAK-0103（通常盤）                         |
| 19th | 2010年4月7日   | 春の夢                                         | TRAK-0104/5（初回盤） TRAK-0106（通常盤）                         |
| 20th | 2010年12月15日 | I Remember feat. Joe Sample                    | TRAK-0114/5（初回盤） TRAK-0116（通常盤）                         |
| 21st | 2013年4月10日  | YES/NO ／ T                                    | TRAK-0135/6（初回盤） TRAK-0137（通常盤）                         |
| 22nd | 2014年2月19日  | 空はここにある                                 | TRAK-0141/2（初回盤） TRAK-0143（通常盤）                         |
| 23rd | 2015年7月1日   | とびら                                         | TRAK-0148/9（初回盤） TRAK-0150（通常盤）                         |
| 24th | 2017年6月14日  | シンクロ                                       | TRKA-0154/5（初回盤） TRAK-0156（通常盤）                         |
| 25th | 2018年2月14日  | しおり                                         | 配信限定シングル                                                  |
| 26th | 2018年10月31日 | Birthday                                       | 配信限定シングル                                                  |
| 27th | 2021年3月12日  | どうにか今日まで生きてきた feat. 藤巻亮太      | 配信限定シングル                                                  |

### フル・アルバム
| 枚  | 発売日         | タイトル        | 規格品番                                  |
| --- | -------------- | --------------- | ----------------------------------------- |
| 1st | 2005年5月18日  | 12個の歌        | TRAK-0018                                 |
| 2nd | 2006年5月24日  | サンキュー!     | TRAK-0036/7（初回盤） TRAK-0038（通常盤） |
| 3rd | 2007年6月27日  | 足あと          | TRAK-0068/9（初回盤） TRAK-0070（通常盤） |
| 4th | 2009年6月3日   | Simple Treasure | TRAK-0098/9（初回盤） TRAK-0100（通常盤） |
| 5th | 2010年5月26日  | 24/24           | TRAK-0107/8（初回盤） TRAK-0109（通常盤） |
| 6th | 2013年6月26日  | One song        | TRAK-0138/9（初回盤） TRAK-0140（通常盤） |
| 7th | 2014年6月25日  | Shutter         | TRAK-0145（初回盤） TRAK-0146（通常盤）   |
| 8th | 2015年10月21日 | Be Your Side    | TRAK-0151/2（初回盤） TRAK-0153（通常盤） |
| 9th | 2020年6月3日   | 針の穴          | TRAK-0168/9（初回盤） TRAK-0170（通常盤） |

### ベスト・アルバム
| 発売日        | タイトル                       | 規格品番                                    |
| ------------- | ------------------------------ | ------------------------------------------- |
| 2008年6月4日  | SINGLE BEST                    | TRAK-0080/2（初回盤） TRAK-0083/4（通常盤） |
| 2008年6月4日  | COUPLING BEST                  | TRAK-0085/6                                 |
| 2018年6月27日 | 川嶋あい 15th Anniversary BEST | TRAK-0157/9（初回盤） TRAK-0160/1（通常盤） |

### 路上集（リメイク・アルバム）
『路上集0号』はライブ会場限定販売。
| 枚  | 発売日        | タイトル                    | 規格品番  |
| --- | ------------- | --------------------------- | --------- |
|     | 2003年末ごろ  | 路上集0号                   | SL-0000   |
| 1st | 2005年9月28日 | 路上集I号                   | TRAK-0023 |
| 2nd | 2006年8月23日 | Piano Songs〜路上集2号〜    | TRAK-0043 |
| 3rd | 2008年4月23日 | Café & Musique〜路上集3号〜 | TRAK-0079 |

### ミニ・アルバム
1st、5th以外のアルバムは公式サイトでのみ販売されている。
また、『The Starting Point』は、ライブ会場等で限定販売。
| 枚  | 発売日         | タイトル            | 規格品番  |
| --- | -------------- | ------------------- | --------- |
| 1st | 2002年7月13日  | この場所から…       | TRAK-0001 |
| 2nd | 2002年10月18日 | はばたける日まで…   | TRAK-0002 |
| 3rd | 2002年12月26日 | 歩みつづけるために… | TRAK-0003 |
| 4th | 2003年3月14日  | 雪に咲く花のように… | TRAK-0004 |
| 5th | 2003年5月23日  | 明日を信じて…       | TRAK-0005 |
| 6th | 2003年8月2日   | 歌いつづけるから…   | TRAK-0006 |
|     | 2012年6月23日  | The Starting Point  | AKPR-0023 |

### コンセプト・アルバム
| 枚  | 発売日        | タイトル                     | 規格品番  |
| --- | ------------- | ---------------------------- | --------- |
| 1st | 2011年6月29日 | My Favorite Songs 〜WING〜   | TRAK-0117 |
| 2nd | 2012年2月22日 | My Favorite Songs 〜旅立ち〜 | TRAK-0123 |

### コラボレーションアルバム
| 発売日        | タイトル | 規格品番  |
| ------------- | -------- | --------- |
| 2019年5月15日 | Ai X     | TRAK-0162 |

### その他
- 十六恋ごころ/あなたに片想い - 廃盤。「川島あい」名義。CDとカセットテープが存在する。
- 1000日記念CD - 路上ライブ1000日を記念しHP上で販売された限定CD。1000日目のライブ音源を収録。
- 1000回記念ゴールドディスク - 路上ライブ1000回を記念しHP上で販売された限定CD。ミニアルバムから4曲と「天使たちのメロディー」の1000回目ライブ音源を収録。
- eighteen's days - ネッツ石川・あいチャレンジキャンペーンで、新車購入特典として配布される。メッセージと表題曲を収録。
- ネッツ石川オリジナルミニアルバム - ネッツ石川・あいチャレンジキャンペーンIIで配布。CM曲を4曲収録。「drive!」が初音源化される。
- ネッツ石川CMソングスペシャルCD - ネッツ石川・あいチャレンジキャンペーンIIIで配布。CM曲を8曲収録。
- Shining of life - トヨタ名古屋自動車大学校イメージソング。関係者に配布されている。

### 音楽配信限定曲
- wing - 「つばさ祭[41]」の為に作詞:川嶋あい、作曲:naoで書き下ろした楽曲。歌は川嶋あい、Mi、CHiYO、asの4組による。
- GOAL -simple version-
- カケラ -Acoustic Version- 2011年3月15日に緊急配信された楽曲。ダウンロード課金は東日本大震災の義援金に充当される。
- 未発表曲 上記同様、2011年3月15日に緊急配信された楽曲。「GOAL」のリアレンジ・フルコーラス版。
- Birthday

### その他の音源化楽曲
- 天使たちのメロディー（2003.7.23 ニッポン放送青田屋ライブ1号Ver.） - 『青田屋2号』に収録。2003年11月19日発売。
- きみのこえ - 映画「雲のむこう、約束の場所」主題歌、同映画サントラ盤に収録。「♥」（ハートマーク）での歌手名義で、歌唱のみの担当。サントラ盤2005年2月3日発売。
- 未来の地図 - 同じ事務所のMiとのコラボレート。4月19日発売のMiのシングル『Give Me Up』初回限定盤収録。
- 路上の歌 - ファンクラブ入会特典CDに収録されている「旅立ちの朝」の別詞バージョン。
- おつかい - DVDソフト「ベネッセチャンネル すくすくのうた DVD」に収録。音源CDも付属。2008年11月21日発売。

### 未音源化楽曲
- 餃子の歌 - 高校時代の学園祭に出店した餃子店の宣伝用に作成。ライブで稀に歌われる。
- 真夜中の手紙 - オールナイトニッポンRの企画で作られた楽曲。1コーラスのみ披露されている。自身の楽曲である「光」の原曲である。
- サウスポー - プロ野球選手の和田毅に提供したテーマ曲[42]。
- cheer - フジテレビ系列・めざましどようび「めざうたコンペ」応援ソング。
- ママの手 - 石川県・いしかわ子育て支援財団委嘱作品。2009年、アンサンブル☆ふぁみりあと競演により初演。
- Smile to blue sky - 千葉銀行CMソング
- レモン - 2011年8月20日のコンサートで初披露された曲。DVD『Wing 〜Ai Kawashima Live Concert 2011〜』に収録。
- ジャングル - 2012年8月20日のコンサートで初披露された曲。DVD『My Room〜8月20日 10回記念〜』に収録。
- アイスクリームレース - 日本アイスクリーム協会「アイスクリームの歌」プロジェクトで制作され、2012年10月に発表された曲。歌詞は公募された最優秀エピソードが基になっている[43]。

### 参加作品
- CHiYO『名曲集』（2006年8月23日発売） - アルバム収録曲「待つわ」にてボーカルとして参加。
- THE AURIS (SUPER) BAND - 『MY WAY』（ボーカルの1人として参加、タワーレコード限定販売。2006年12月20日発売）
- 斎藤誠『天気雨』（2007年7月4日） - コーラスとして参加。
- 稲垣潤一『男と女3』-TWO HEARTS TWO VOICES-（2010年9月29日発売） - 収録曲「シルエットロマンス」へボーカルとして参加。
- 16 voices『ひとりひとつ』（2015年10月1日発売 U's Music）- ボーカルして参加[44]。

### DVD
- 1st Live DVD『道の途中で…。』（2004年12月1日）
- Documentary DVD『1000回ライブ達成記念〜1136日の記録〜』（2005年6月8日）
- 1st PV Collection DVD『PV Collection+α』（2005年12月21日）
- 2006 Tour DVD 『川嶋あいConcert Tour2006 〜サンキュー!〜』（2006年12月20日）
- Live DVD『2003.8.20 渋谷公会堂 〜旅立ちの朝〜』（2007年4月11日）
- 参加作品『つばさ祭'06〜春の陣〜』（2006年6月21日、同年4月23日に行われた「つばさ祭[41]」のライブ映像。川嶋あい、Mi、CHiYO、as、僕道1号などが参加。）
- 参加作品『つばさ祭'06〜秘密の陣〜』（2006年11月29日、同年7月26日に行われたシークレットライブの映像。川嶋あい、Mi、CHiYO、asが参加。4組によるコラボ楽曲「Never ending, Never alone」の特典CD付。）
- 参加作品『つばさ祭'07〜春の陣〜』（2007年6月27日、同年4月15日に行われた「つばさ祭[41]」のライブ映像。川嶋あい、Mi、CHiYO、僕道1号、遊吟、岩間渉が参加。ローソン予約限定販売。）
- Live DVD『Ai Kawashima Concert 2007 足あと』（2007年12月26日）
- Live DVD『Ai Kawashima Concert 2008 The BEST -seventeenfivetwentyto-』（2009年4月8日）
- Live DVD『Ai Kawashima Concert Tour 2009 "What's your Simple Treasure? "SPECIAL
- Live DVD『Ai Kawashima Live Journey 2010』（2011年4月6日）
- Live DVD『WING〜Ai Kawashima Live Concert 2011〜』（2012年1月18日）
- Live DVD『My Room〜8月20日 10回記念〜』（2012年12月26日）

### 楽曲提供
- Mi『サンセット』（2005年9月14日発売） - 作詞・作曲担当[注 2]。
- 外川陽子『Together』（2007年2月14日） - 作詞監修。PVにも出演。
- みつき『瞳ひらいて』（2007年11月28日発売） - 表題曲及びC/W曲の3曲を作詞・作曲。プロデュースも同時に担当。
- ときめきアイドリング!!!（遠藤舞、外岡えりか、横山ルリカ、森田涼花、三宅ひとみ、橘ゆりか、大川藍）『手のひらの勇気』（2009年12月2日発売） - プロデュース及び作詞・作曲担当。『ときめきメモリアル4』オープニングテーマ。
- 腐男塾・中野腐女シスターズ『腐レンズ』（2011年3月23日発売） - 収録曲『tomorrow』作詞・作曲担当。
- TVアニメーション「琴浦さん」エンディングテーマ集『希望の花とつるぺたとESP研のテーマ』- 収録曲『希望の花』作詞・作曲担当。
- 新井ひとみと松島湾子（東京女子流）『ワンダフル スマイル (新井ひとみと松島湾子)』（2013年6月5日発売） - 作曲担当。
- 昆夏美『虹のかけら』（2014年5月21日発売） - 作詞・作曲担当。
- HR『Believe』（2017年3月1日発売　『日本ハカタ化大作戦』 A・Dタイプ c/w収録）- 作詞・作曲担当
- 『 TVアニメ「風夏」サウンドコレクション』（2017年3月15日発売） - 氷無小雪（早見沙織 ）が歌う劇中使用曲『MEMORIES』『雪花火』、2曲を作詞・作曲担当。
- 東山奈央「イマココ」「月がきれい」- 作詞担当。TVアニメ『月がきれい』オープニングテーマ、エンディングテーマ。
- 東山奈央「歩いていこう!」- 作詞・作曲担当。TVアニメ『恋する小惑星』オープニングテーマ。
- TEAM SHACHI『TEAM』（2022年2月16日発売） - アルバム秋本帆華盤収録曲「まってるね」の作曲担当。
- Liyuu『Fo(u)r YuU』（2022年2月9日発売） - 収録曲『花鳥風月』作詞・作曲担当[45]。

## 書籍
- 『16歳の白い地図』（学研） ISBN 978-4-05-402205-8
  - 文庫版としてゴマブックスより再発売・復刊にあたり現在の心境を追記
- 『路上の天使 -川嶋あい物語-』（著者:大内理加、講談社） ISBN 978-4-06-341390-8
- 『蒼い旅の続き』（幻冬舎） ISBN 978-4-344-00669-0
- 『大切な約束-How tears fall-』（著者:Hikari、スターツ出版） ISBN 978-4-88-381033-8
- 『最後の言葉』（ゴマブックス） ISBN 978-4-7771-0209-9
  - 文庫版としてゴマブックスより現在の心境を知ることができるあとがきが足されて再発売
- 『最後の言葉』コミック版（漫画:高山繭、ゴマブックス） ISBN 978-4777103683
- 『涙100万粒のキズナ』（大内理加 著「最後の言葉-川嶋あい物語-」及び川嶋あいインタビューを収録した短編集。講談社） ISBN 978-4-06-341471-4
- 『オフィシャル・ピアノ・スコア Piano Songs 〜路上集2号〜』
  - 公式サイト及びライブ会場で入手可能
- 『大丈夫だよ』（ゴマブックス） ISBN 978-4-7771-1357-6

## 関連作品
- 最後の言葉 dear beloved（2005年10月公開） - 川嶋のドキュメンタリー映画[46][47]。
- 世界で最も切ないCD 大切な約束（2006年2月22日発売） - テレビ東京アナウンサー大橋未歩による小説『大切な約束』の朗読。「「…ありがとう...」」等も流れる。
- 8月のシンフォニー -渋谷2002〜2003（2009年8月22日公開） - 川嶋の自伝『最後の言葉』を原作とした長編アニメ映画。

## 出演
- 最後の言葉 dear beloved（2005年10月公開）- 本人役
- ONE PIECE エピソードオブアラバスタ 砂漠の王女と海賊たち（2007年3月3日公開） - メイディ（声） 役
- 再春館製薬所ドラマスペシャル その日の前に（2007年3月21日放送） - ウエイトレス役
- チョコボの不思議なダンジョン 時忘れの迷宮（2007年12月13日発売） - ラファエロ役
- 8月のシンフォニー -渋谷2002〜2003（2009年8月22日公開） - エキストラ

### ラジオ番組
- 明日への扉～いのちのラジオ～（ラジオ大阪、2021年4月 -）[48]

### 過去に担当していた番組
- 土曜の夜はケータイ短歌（NHKラジオ第1放送）
- ゴチャ2木曜日（毎日放送・2006年4月13日 - 2006年9月28日）
- ラフ&ラブ ロードマップ（JFN）
- GROOVE FROM K-WEST（bay fm）
- 川嶋あい 勇気の唄（ニッポン放送・2005年10月 - 2008年3月）
  - 「勇気のコトバ」（詩の朗読）はニッポン放送 ポッドキャスティングステーションで再配信されている。
- カレスト presents IT'S MY WAY（FM YOKOHAMA）
- 川嶋あいのオールナイトニッポンR（ニッポン放送・不定期）
- 川嶋あいのナイショでサンキュー（2006年06 - 、うたキャス:携帯電話向けラジオ番組）

※2005年 - 2006年にかけての一時期は、一度に5本前後のラジオ番組のレギュラーを抱えていた。
- 川嶋あい On The Street（かしわプロダクション・2004年10月 - 2022年3月）

### テレビ番組
- 夢のチカラ（日本テレビ・2010年4月3日 - 9月25日、毎週土曜22時54分）ナレーションを担当
- リアル×ワールド家族は猛反対!静ちゃん涙のボクシング挑戦(日本テレビ・2011年8月20日) ナレーションを担当
- NNNドキュメント'14「傷つく子ども なくしたい　施設で育ったオレの夢」（日本テレビ、2014年10月）ナレーション

### CM
- スキージャム勝山
- トヨタ名古屋自動車大学校
- 千葉銀行 2010年7月 -